# Euchaetomera typica
Euchaetomera typica är en kräftdjursart som beskrevs av Georg Ossian Sars 1884. Euchaetomera typica ingår i släktet Euchaetomera och familjen Mysidae. Inga underarter finns listade i Catalogue of Life.